# Євтушенко Сергій Володимирович
Євтуше́нко Сергі́й Володи́мирович — учасник Афганської війни 1979–1989 років. Проживає в місті Запоріжжя.

## Нагороди
- орден «За заслуги» III ступеня (13.2.2015)